# Football League Cup 1990-1991
La Football League Cup 1990-1991, conosciuta anche con il nome di Rumbelows Cup per motivi di sponsorizzazione, è stata la 31ª edizione del terzo torneo calcistico più importante del calcio inglese, la 25ª in finale unica. La manifestazione, ebbe inizio il 27 agosto 1990 e si concluse il 21 aprile 1991 con la finale di Wembley.
Il trofeo fu vinto da un club di Second Division, lo Sheffield Wednesday, che nell'atto conclusivo si impose sul Manchester United con il punteggio di 1-0.
Gli Owls, al primo successo nella competizione, sono stati l'ultima squadra, al di fuori della massima serie inglese, capace di affermarsi in una delle due coppe nazionali più importanti.

## Formula
La Football League Cup era riservata alle 92 squadre della Football League. Il torneo era composto da scontri ad eliminazione diretta, che prevedevano nel primo e nel secondo turno, due match: regola dei gol in trasferta in caso di parità, ma solo dopo i tempi supplementari ed a seguire eventuali calci di rigore. Analogamente anche le semifinali, si disputavano con il doppio confronto di andata e di ritorno, ma a differenza di quanto accadeva nei primi due round, una parità di gol nell'aggregato anche dopo i supplementari, dava luogo all'effettuazione della partita di ripetizione (quindi niente regola dei gol fuori casa). Mentre dal terzo al quinto turno ed in finale si giocava una singola gara: se l'esito risultava un pareggio si procedeva ad una ripetizione a campi invertiti fino a quando non c'era una vincitrice (in finale invece si rigiocava sempre in campo neutro). Nell'eventualità di un pari anche nel replay si disputavano i tempi supplementari.
|                              | Squadre che entrano in questo turno                                                                    | Squadre qualificate dal turno precedente    |
| ---------------------------- | --- | ------------------------------------------- |
| Primo turno (56 squadre)     | - 24 squadre dalla Fourth Division - 24 squadre dalla Third Division - 8 squadre dalla Second Division |                                             |
| Secondo turno (64 squadre)   | - 20 squadre dalla First Division - 16 squadre dalla Second Division                                   | - 28 squadre vincitrici del primo turno     |
| Terzo turno (32 squadre)     | | - 32 squadre vincitrici del secondo turno   |
| Quarto turno (16 squadre)    | | - 16 squadre vincitrici del terzo turno     |
| Quarti di finale (8 squadre) | | - 8 squadre vincitrici del quarto turno     |
| Semifinali (4 squadre)       | | - 4 squadre vincitrici dei quarti di finale |
| Finale (2 squadre)           | | - 2 squadre vincitrici delle semifinali     |

## Primo turno
| Squadra 1         | Totale          | Squadra 2        | Andata         | Ritorno           |
| ----------------- | --------------- | ---------------- | -------------- | ----------------- |
|                   |                 |                  | 27 agosto 1990 | 4 settembre 1990  |
| Stockport County  | 1 - 2           | Burnley          | 0 - 2          | 1 - 0             |
|                   |                 |                  | 28 agosto 1990 | 3 settembre 1990  |
| Middlesbrough     | 3 - 2           | Tranmere         | 1 - 1          | 2 - 1             |
|                   |                 |                  | 28 agosto 1990 | 4 settembre 1990  |
| Birmingham City   | 1 - 2           | Bournemouth      | 0 - 1          | 1 - 1             |
| Carlisle Utd      | 2 - 1           | Scunthorpe Utd   | 1 - 0          | 1 - 1             |
| Darlington        | 1 - 1 (gfc)     | Blackpool        | 0 - 0          | 1 - 1 (d.t.s.)    |
| Doncaster         | 3 - 8           | Rotherham Utd    | 2 - 6          | 1 - 2             |
| Fulham            | 1 - 4           | Peterborough Utd | 1 - 2          | 0 - 2             |
| Gillingham        | 1 - 2           | Shrewsbury Town  | 1 - 0          | 0 - 2             |
| Grimsby Town      | 2 - 2 (gfc)     | Crewe Alexandra  | 2 - 1          | 0 - 1 (d.t.s.)    |
| Mansfield Town    | 1 - 4           | Cardiff City     | 1 - 1          | 0 - 3             |
| Preston N.E.      | 3 - 6           | Chester City     | 2 - 0          | 1 - 5 (d.t.s.)    |
| Southend Utd      | 4 - 3           | Aldershot        | 2 - 1          | 2 - 2             |
| Walsall           | 5 - 4           | Cambridge Utd    | 4 - 2          | 1 - 2             |
| Wigan             | 1 - 1 (3-4 dcr) | Barnsley         | 0 - 1          | 1 - 0 (d.t.s.)    |
| York City         | 0 - 3           | Wrexham          | 0 - 1          | 0 - 2             |
|                   |                 |                  | 28 agosto 1990 | 5 settembre 1990  |
| Brentford         | 2 - 1           | Hereford Utd     | 2 - 0          | 0 - 1             |
| Halifax Town      | 2 - 1           | Lincoln City     | 2 - 0          | 0 - 1             |
| Reading           | 1 - 3           | Oxford Utd       | 0 - 1          | 1 - 2             |
| Rochdale          | 7 - 3           | Scarborough      | 4 - 0          | 3 - 3             |
|                   |                 |                  | 28 agosto 1990 | 11 settembre 1990 |
| Chesterfield      | 3 - 4           | Hartlepool Utd   | 1 - 2          | 2 - 2             |
|                   |                 |                  | 29 agosto 1990 | 4 settembre 1990  |
| Bradford City     | 4 - 3           | Bury             | 2 - 0          | 2 - 3 (d.t.s.)    |
| Brighton          | 1 - 3           | Northampton Town | 0 - 2          | 1 - 1             |
| Bristol Rovers    | 2 - 3           | Torquay Utd      | 1 - 2          | 1 - 1             |
| Exeter City       | 1 - 2           | Notts County     | 1 - 1          | 0 - 1             |
| Huddersfield Town | 1 - 5           | Bolton           | 0 - 3          | 1 - 2             |
| Maidstone Utd     | 3 - 6           | Leyton Orient    | 2 - 2          | 1 - 4             |
| Stoke City        | 1 - 0           | Swansea City     | 0 - 0          | 1 - 0             |
|                   |                 |                  | 29 agosto 1990 | 5 settembre 1990  |
| West Bromwich     | 2 - 3           | Bristol City     | 2 - 2          | 0 - 1 (d.t.s.)    |

## Secondo turno
| Squadra 1         | Totale          | Squadra 2        | Andata            | Ritorno         |
| ----------------- | --------------- | ---------------- | ----------------- | --------------- |
|                   |                 |                  | 24 settembre 1990 | 10 ottobre 1990 |
| Port Vale         | 0 - 2           | Oxford Utd       | 0 - 2             | 0 - 0           |
|                   |                 |                  | 25 settembre 1990 | 9 ottobre 1990  |
| Cardiff City      | 2 - 4           | Portsmouth       | 1 - 1             | 1 - 3 (d.t.s.)  |
| Chester City      | 0 - 6           | Arsenal          | 0 - 1             | 0 - 5           |
| Crystal Palace    | 10 - 1          | Southend Utd     | 8 - 0             | 2 - 1           |
| Darlington        | 3 - 4           | Swindon Town     | 3 - 0             | 0 - 4           |
| Hull City         | 1 - 1 (gfc)     | Wolverhampton    | 0 - 0             | 1 - 1 (d.t.s.)  |
| Liverpool         | 9 - 2           | Crewe Alexandra  | 5 - 1             | 4 - 1           |
| Rochdale          | 0 - 8           | Southampton      | 0 - 5             | 0 - 3           |
| Rotherham Utd     | 1 - 2           | Blackburn        | 1 - 1             | 0 - 1           |
| Shrewsbury Town   | 1 - 4           | Ipswich Town     | 1 - 1             | 0 - 3           |
| Sunderland        | 6 - 3           | Bristol City     | 0 - 1             | 6 - 2           |
| Wrexham           | 0 - 11          | Everton          | 0 - 5             | 0 - 6           |
|                   |                 |                  | 25 settembre 1990 | 10 ottobre 1990 |
| Bournemouth       | 1 - 2           | Millwall         | 0 - 0             | 1 - 2           |
| Carlisle Utd      | 1 - 2           | Derby County     | 1 - 1             | 0 - 1           |
| Luton Town        | 1 - 1 (4-5 dcr) | Bradford City    | 1 - 1             | 1 - 1 (d.t.s.)  |
| Middlesbrough     | 2 - 1           | Newcastle Utd    | 2 - 0             | 0 - 1           |
| Northampton Town  | 1 - 3           | Sheffield Utd    | 0 - 1             | 1 - 2           |
| Notts County      | 3 - 5           | Oldham Athletic  | 1 - 0             | 2 - 5 (d.t.s.)  |
| Plymouth          | 3 - 0           | Wimbledon FC     | 1 - 0             | 2 - 0           |
|                   |                 |                  | 26 settembre 1990 | 9 ottobre 1990  |
| Aston Villa       | 2 - 0           | Barnsley         | 1 - 0             | 1 - 0           |
| Charlton          | 2 - 3           | Leyton Orient    | 2 - 2             | 0 - 1           |
| Coventry City     | 7 - 4           | Bolton           | 4 - 2             | 3 - 2           |
| Norwich City      | 5 - 0           | Watford          | 2 - 0             | 3 - 0           |
| QPR               | 4 - 2           | Peterborough Utd | 3 - 1             | 1 - 1           |
| Sheffield Weds    | 4 - 2           | Brentford        | 2 - 1             | 2 - 1           |
| Tottenham         | 7 - 1           | Hartlepool Utd   | 5 - 0             | 2 - 1           |
|                   |                 |                  | 26 settembre 1990 | 10 ottobre 1990 |
| Halifax Town      | 2 - 5           | Manchester Utd   | 1 - 3             | 1 - 2           |
| Leicester City    | 1 - 3           | Leeds Utd        | 1 - 0             | 0 - 3           |
| Nottingham Forest | 5 - 1           | Burnley          | 4 - 1             | 1 - 0           |
| Torquay Utd       | 0 - 4           | Manchester City  | 0 - 4             | 0 - 0           |
| Walsall           | 1 - 9           | Chelsea          | 0 - 5             | 1 - 4           |
| West Ham Utd      | 5 - 1           | Stoke City       | 3 - 0             | 2 - 1           |

## Terzo turno
| Squadra 1       | Risultato | Squadra 2         |
| --------------- | --------- | ----------------- |
| 30 ottobre 1990 |           |                   |
| Crystal Palace  | 0 - 0     | Leyton Orient     |
| Ipswich Town    | 0 - 2     | Southampton       |
| Manchester City | 1 - 2     | Arsenal           |
| Middlesbrough   | 2 - 0     | Norwich City      |
| Sheffield Utd   | 2 - 1     | Everton           |
| Tottenham       | 2 - 1     | Bradford City     |
| 31 ottobre 1990 |           |                   |
| Aston Villa     | 2 - 0     | Millwall          |
| Chelsea         | 0 - 0     | Portsmouth        |
| Coventry City   | 3 - 0     | Hull City         |
| Derby County    | 6 - 0     | Sunderland        |
| Leeds Utd       | 2 - 0     | Oldham Athletic   |
| Manchester Utd  | 3 - 1     | Liverpool         |
| Oxford Utd      | 2 - 1     | West Ham Utd      |
| Plymouth        | 1 - 2     | Nottingham Forest |
| QPR             | 2 - 1     | Blackburn         |
| Sheffield Weds  | 0 - 0     | Swindon Town      |

### Replay
| Squadra 1       | Risultato | Squadra 2      |
| --------------- | --------- | -------------- |
| 6 novembre 1990 |           |                |
| Portsmouth      | 2 - 3     | Chelsea        |
| Swindon Town    | 0 - 1     | Sheffield Weds |
| 7 novembre 1990 |           |                |
| Leyton Orient   | 0 - 1     | Crystal Palace |

## Quarto turno
| Squadra 1        | Risultato | Squadra 2         |
| ---------------- | --------- | ----------------- |
| 27 novembre 1990 |           |                   |
| QPR              | 0 - 3     | Leeds Utd         |
| Sheffield Utd    | 0 - 2     | Tottenham         |
| Southampton      | 2 - 0     | Crystal Palace    |
| 28 novembre 1990 |           |                   |
| Arsenal          | 2 - 6     | Manchester Utd    |
| Aston Villa      | 3 - 2     | Middlesbrough     |
| Coventry City    | 5 - 4     | Nottingham Forest |
| Oxford Utd       | 1 - 2     | Chelsea           |
| Sheffield Weds   | 1 - 1     | Derby County      |

### Replay
| Squadra 1        | Risultato | Squadra 2      |
| ---------------- | --------- | -------------- |
| 12 dicembre 1990 |           |                |
| Derby County     | 1 - 2     | Sheffield Weds |

## Quarti di finale
| Squadra 1       | Risultato | Squadra 2      |
| --------------- | --------- | -------------- |
| 16 gennaio 1991 |           |                |
| Chelsea         | 0 - 0     | Tottenham      |
| Leeds Utd       | 4 - 1     | Aston Villa    |
| Southampton     | 1 - 1     | Manchester Utd |
| 23 gennaio 1991 |           |                |
| Coventry City   | 0 - 1     | Sheffield Weds |

### Replay
| Squadra 1       | Risultato | Squadra 2   |
| --------------- | --------- | ----------- |
| 23 gennaio 1991 |           |             |
| Manchester Utd  | 3 - 2     | Southampton |
| Tottenham       | 0 - 3     | Chelsea     |

## Semifinali
| Squadra 1      | Totale | Squadra 2      | Andata           | Ritorno          |
| -------------- | ------ | -------------- | ---------------- | ---------------- |
|                |        |                | 10 febbraio 1991 | 24 febbraio 1991 |
| Manchester Utd | 3 - 1  | Leeds Utd      | 2 - 1            | 1 - 0            |
|                |        |                | 24 febbraio 1991 | 27 febbraio 1991 |
| Chelsea        | 1 - 5  | Sheffield Weds | 0 - 2            | 1 - 3            |

## Finale
| Arbitro: | Ray Lewis |

|  |           |              |
|  | Marcatori | 38’ Sheridan |

| Manchester United | Sheffield Wednesday |

| MANCHESTER UNITED |    |                   |     |
|                   |    |                   |     |
| P                 | 1  | Les Sealey        |     |
| D                 | 2  | Denis Irwin       |     |
| D                 | 3  | Clayton Blackmore |     |
| D                 | 4  | Steve Bruce       |     |
| C                 | 5  | Neil Webb         | 55’ |
| D                 | 6  | Gary Pallister    |     |
| C                 | 7  | Bryan Robson (C)  |     |
| C                 | 8  | Paul Ince         |     |
| A                 | 9  | Brian McClair     |     |
| A                 | 10 | Mark Hughes       |     |
| C                 | 11 | Lee Sharpe        |     |
| A disposizione:   |    |                   |     |
| D                 | 12 | Mal Donaghy       |     |
| C                 | 14 | Mike Phelan       | 55’ |
| Manager:          |    |                   |     |
| Alex Ferguson     |    |                   |     |

| SHEFFIELD WEDNESDAY |    |                   |          |
|                     |    |                   |          |
| P                   | 1  | Chris Turner      |          |
| D                   | 2  | Roland Nilsson    |          |
| D                   | 3  | Phil King         |          |
| C                   | 4  | John Harkes       | Uscita   |
| D                   | 5  | Peter Shirtliff   |          |
| D                   | 6  | Nigel Pearson (C) |          |
| C                   | 7  | Danny Wilson      |          |
| C                   | 8  | John Sheridan     |          |
| A                   | 9  | David Hirst       |          |
| A                   | 10 | Paul Williams     |          |
| C                   | 11 | Nigel Worthington |          |
| A disposizione:     |    |                   |          |
| A                   | 12 | Trevor Francis    |          |
| D                   | 14 | Lawrie Madden     | Ingresso |
| Manager:            |    |                   |          |
| Ron Atkinson        |    |                   |          |